# Hexalogie
Een hexalogie is de term voor een reeks van zes creatieve werken, meestal literair, die eenzelfde verhaallijn vertellen

## Voorbeelden
- Der Biberpelz en Der roter van Gerhart Hauptmann, twee drama's bestaande uit drie aktes
- The Long Journey van Johannes Vilhelm Jensen, boekenreeks
- Aus dem bürgerlichen Heldenleben van Carl Sternheim
- Fortunes of War van Olivia Manning, boekenreeks
- Aardzeecyclus van Ursula Le Guin
- Dune van Frank Herbert